# Escola Nacional de Tecnologia Industrial Básica
A Escola Nacional de Tecnologia Industrial - Entib é uma iniciativa que foi concebida e desenvolvida pela Sociedade Brasileira de Metrologia – SBM, pelo Instituto Nacional de Metrologia, Normalização e Qualidade Industrial –INMETRO, pelo Serviço Nacional de Aprendizagem Industrial – SENAI, pela Associação Brasileira de Normas Técnicas – ABNT, com o apoio financeiro do Ministério da Ciência e Tecnologia por meio da Finep. A ENTIB tem como finalidade principal a conscientização, promoção e difusão de conhecimentos nas áreas da TIB com o foco na capacitação profissional.
A Entib é fundamentada na necessidade de aumentar a competitividade da indústria nacional, tendo em vista que o diferencial de competitividade dos países em escala global é conferido por sua capacidade de desenvolvimento tecnológico e de inovação, para o aumento da competitividade, para a eliminação de barreiras técnicas, para o comércio e a exportação, o aumento da capacidade da inovação entre outros. E ainda, contribuir para a formação e o fortalecimento de uma cultura voltada a utilização da TIB.
Os cursos e as principais ações da Entib são realizados na modalidade a distância - EAD com o uso de s recursos tecnológicos da informação e da comunicação. Pretende-se com esta modalidade de educação levar o conhecimento e a educação profissional a todas as indústrias, mesmo aquelas mais distantes dos grandes centros. As carências do país no campo da TIB, principalmente no que se refere à disponibilidade de pessoal técnico especializado, recomendam o uso de tecnologias de educação à distância, de forma a suprir essa lacuna em tempo compatível com as necessidades do mercado.